# Comitet Central
Comitetul Central este denumirea dată de obicei organului central executiv al partidelor comuniste. Acest organ de conducere este format din membri aleși dintre delegații prezenți la congresul partidului. Comitetul Central ia decizii în numele partidului între două congrese și deobicei este cel care alege Biroul Politic. 
Vezi de asemenea:
- Comitetul Central al Partidului Comunist Român
- Comitetul Central al Partidului Comunist al Uniunii Sovietice
- Comitetul Central al Partidului Comunist Chinez
- Comitetul Central al Partidului Comunist al Moldovei

## Comitete Centrale ale unor organizații necomuniste
Și alte organizații sunt conduse de Comitete Centrale. Printre acestea se află Biserica Menonită, (vezi Comitetul Central Menonit) și Alcoolicii Anonimi. În Statele Unite ale Americii, Partidul Democrat și Partidul Democrat au Comitete Centrale care funcționează ca organe de conducere ale partidului în unele ținuturi sau state.